# Bény (Szlovákia)
Bény (szlovákul: Bíňa) község Szlovákiában, a Nyitrai kerület Érsekújvári járásában. Kis- és Nagybény egyesítésével jött létre 1894-ben.

## Fekvése
Párkánytól 16 km-re északnyugatra, a Garam jobb partján fekszik.

## Élővilága
Bényen egy gólyafészket tartanak nyilván, ebben 2013-ban 4 fiókát, 2014-ben hármat, 2022-ben kettőt számoltak össze. 2023-ban 3 fiókából kettő maradt életben.

## Nevének eredete
Feltételezhető, hogy nevét "alapítójáról", Hont fia Bényről kapta.

## Története
Az 1. és a 4. század közötti időszakban kvád település. Már a római korban erődítmény állott a helyén.[forrás?] Területén a népvándorlás korában, az 5. században rövid időszakra a keleti gótok is letelepedtek.[forrás?] 1944-ben avar fülbevalópárokat találtak Kisbényben, majd 1979-ben ásatást kezdeményeztek a helyszínen. Végeredményként megállapítható, hogy a területen legalább 7. század végi, 8. század eleji temető lehet. Szintén a községből származhat egy sárga palack E. Coudenhove magángyűjteményében. A község területén a 11. századtól biztosan földvár létezett. A korábbi keltezés mellett szólhatna a 9-10. századból származó hrivna raktárlelet, illetve a rotunda, bár ennek korát mindezidáig későbbre tették. A rotundában 2010-ben ásatást végeztek.
Hont fiának, Bénynek I. István a Garam mellett 10 ekényi földet adott.[forrás?] Oklevél először a települést 1135-ben említi Byn alakban. A kéttornyú premontrei apátsági templom mellett 12. századi román stílusú körtemplom (körkápolna) található.
1670-ben I. Lipót magyar király többek mellett Bényben is birtokot adományoz Forgách Ádámnak.
Vályi András szerint "Kis Bény. Középszerű falu Esztergom Vármegyében, birtokosa az Egri Kis Papság; nevezetes, külömbféle kiállott ellenséges viszontagságaira nézve; mostani lakosai katolikusok, hajdan a’ Premonstratenseik klastromáról híres vala, melly időben három templomai valának, egyik az Úr testének tiszteletére, második temploma tornyos kerek formára vala épűlve az IIDVEZÍTŐNEK, és a’ 12. Apostoloknak tiszteleteire, harmadika pedig Szent Katalinnak tiszteletére; de a’ mellyeknek a’ háborús viszontágsagok miatt tsak omladékjai is alig szemléltethetnek. Határja jó termékenységű, legelője elég, réttye jó, piatza Esztergomban, de mivel réttyeit Garam vize néha elönti, második Osztálybéli."
"Nagy Bény. Magyar falu Esztergom Vármegyében, közel kis Bényhez, földes Ura Gróf Pálfy Uraság, lakosai katolikusok. Ez a’ helység is sokszor elpusztíttatott, és külömbféle ellenségeknek dühösködései ellen épűltt hajdani nagy sántzai méltán tsudálkozást indíthattak. Határbéli földgye jól terem, legelője elég, réttyei gazdagok, fája tűzre szűken; piatza mint Köbölkútnak; mint hogy réttyeinek a’ víz árt, második Osztálybéli."
Fényes Elek szerint "Kis-Bény, magyar falu, Esztergom, az ujabb rendezés szerint Komárom vgyében, emelkedett helyen a Garan jobb partján, ut. p. Kéménd. Lakja 200 kath. Földje 1-ső osztálybeli; bora kevés. Volt itt hajdan a praemonstrati szerzeteseknek egy monostoruk, és apátságuk, mellyhez 3 szentegyház tartozott, ezek közül kettőt a zárdával együtt a törökök elpuszitottak; egy 1724-ben kijavittatván, most is megvan. Amade István e falut e templomnak ajándékozá, s azt most is birja, az illető kéméndi plébános, hova a falu mint fiók tartozik. A lakosok birnak 229 hold második osztálybeli szántóföldet, 59 h. rétet, 43 1/2 kapa szőlőt." 
"Nagy-Bény, magyar falu, Kis-Bénynyel összefüggésben, szinte Esztergom, vagy most Komárom vmgyében. Róna határa első osztálybeli. A lakosok birnak 1298 hold szántóföldet, 472 h. rétet, 230 kapa szőlőt. Birja hg. Pálffy, s a bátorkeszi urad. tartozik. Mind a két Bényt háromszoros sáncz veszi körül, de ki hányatta, nem tudhatni. 1683-ben a segéd lengyel seregek e falut is elpusztiták." 
1876-ban meglátogatta a templomot a VIII. nemzetközi embertani kongresszus küldöttsége is. A trianoni békeszerződésig Esztergom vármegye Párkányi járásához tartozott.

## Népessége
| Év:            | 1994. | 2004.   | 2014.   | 2024.   |
| -------------- | ----- | ------- | ------- | ------- |
| Emberek száma: | 1439  | 1466    | 1468    | 1403    |
| Eltérés:       |       | +1,87 % | +0,13 % | -4,42 % |

| Év:            | 2023. | 2024.   |
| -------------- | ----- | ------- |
| Emberek száma: | 1411  | 1403    |
| Eltérés:       |       | -0,56 % |

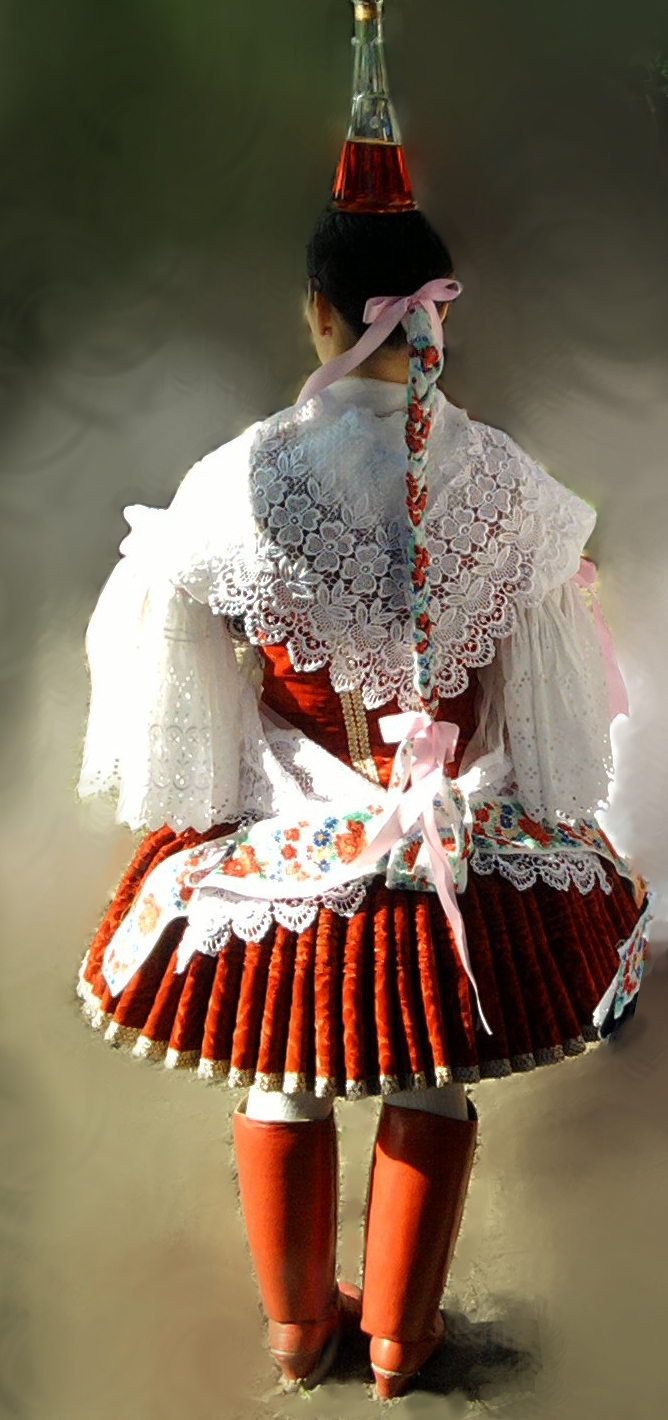
Bényi népviselet

1880-ban Kisbény 252 lakosából 243 magyar és 2 szlovák anyanyelvű volt. Nagybény 1020 lakosából 980 magyar anyanyelvű volt.
1890-ben Kisbény 258 lakosából 257 magyar és 1 szlovák anyanyelvű volt. Nagybény 1057 lakosából 1040 magyar és 12 szlovák anyanyelvű volt.
1900-ban 1432 lakosából 1426 magyar és 3 szlovák anyanyelvű volt.
1910-ben 1557 lakosából 1541 magyar és 2 szlovák anyanyelvű volt.
1921-ben 1746 lakosából 1710 magyar és 14 csehszlovák volt.
1930-ban 2011 lakosából 1647 magyar és 236 csehszlovák volt.
1941-ben 1756 lakosából 1753 magyar és 2 szlovák volt.
1970-ben 1860 lakosából 1721 magyar és 129 szlovák volt.
1980-ban 1735 lakosából 1613 magyar és 112 szlovák volt.
1991-ben 1454 lakosából 1367 magyar és 84 szlovák volt.
2001-ben 1438 lakosából 1289 magyar és 130 szlovák volt.
2011-ben 1464 lakosából 1211 magyar és 192 szlovák volt.
2021-ben 1433 lakosából 1064 (+32) magyar, 216 (+28) szlovák, 5 (+15) cigány, 2 (+1) egyéb és 146 ismeretlen nemzetiségű volt.

## Hagyományok
Kurtaszoknya
Nem mindennapi népviselete a kurtaszoknya.

## Nevezetességei

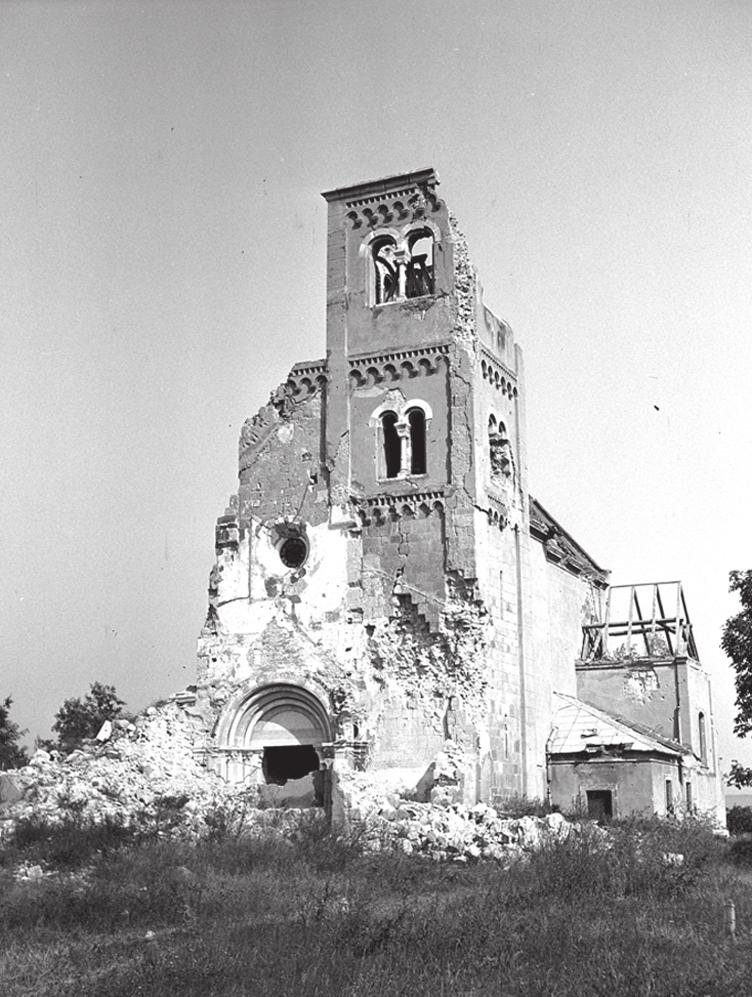
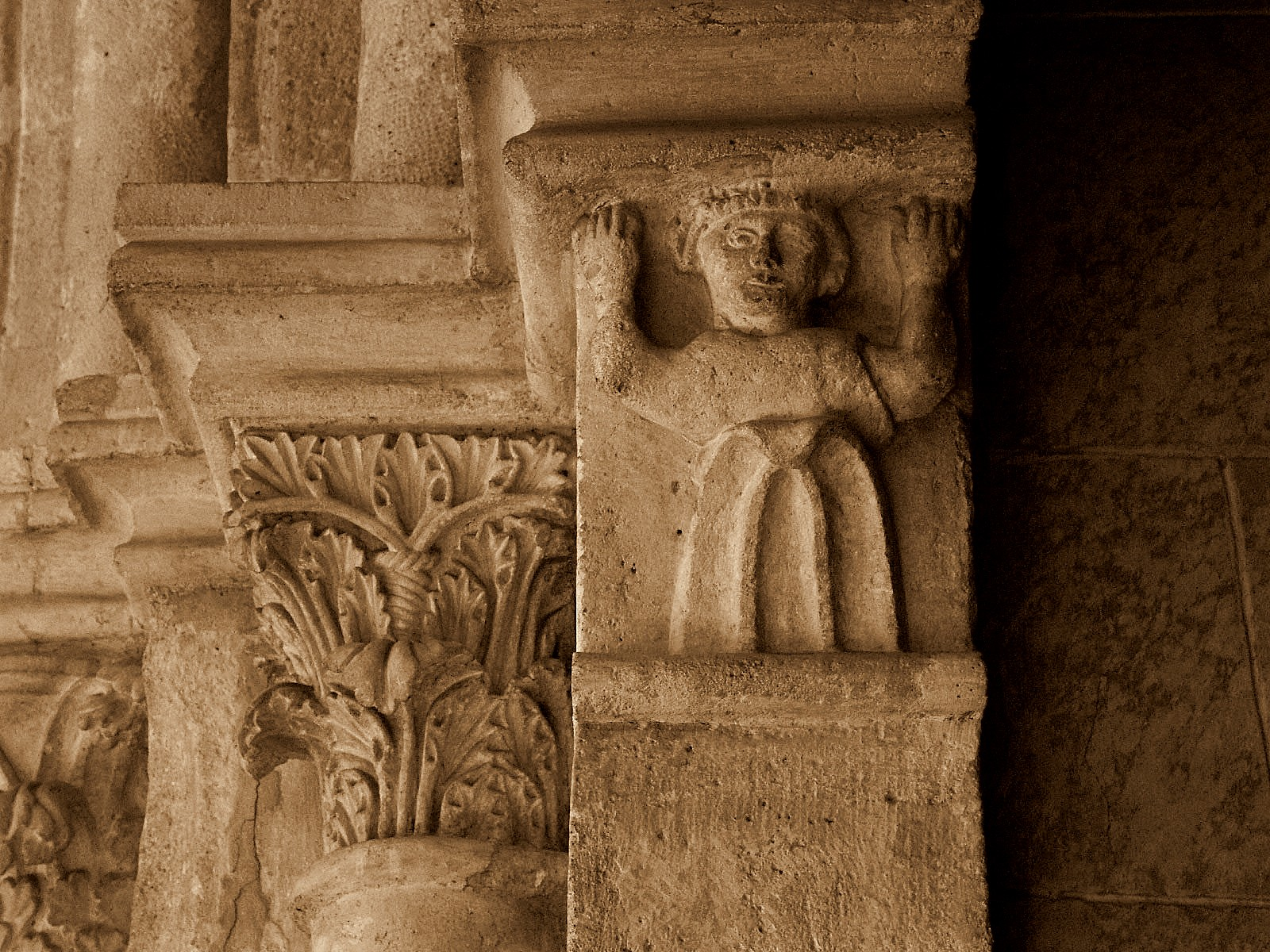
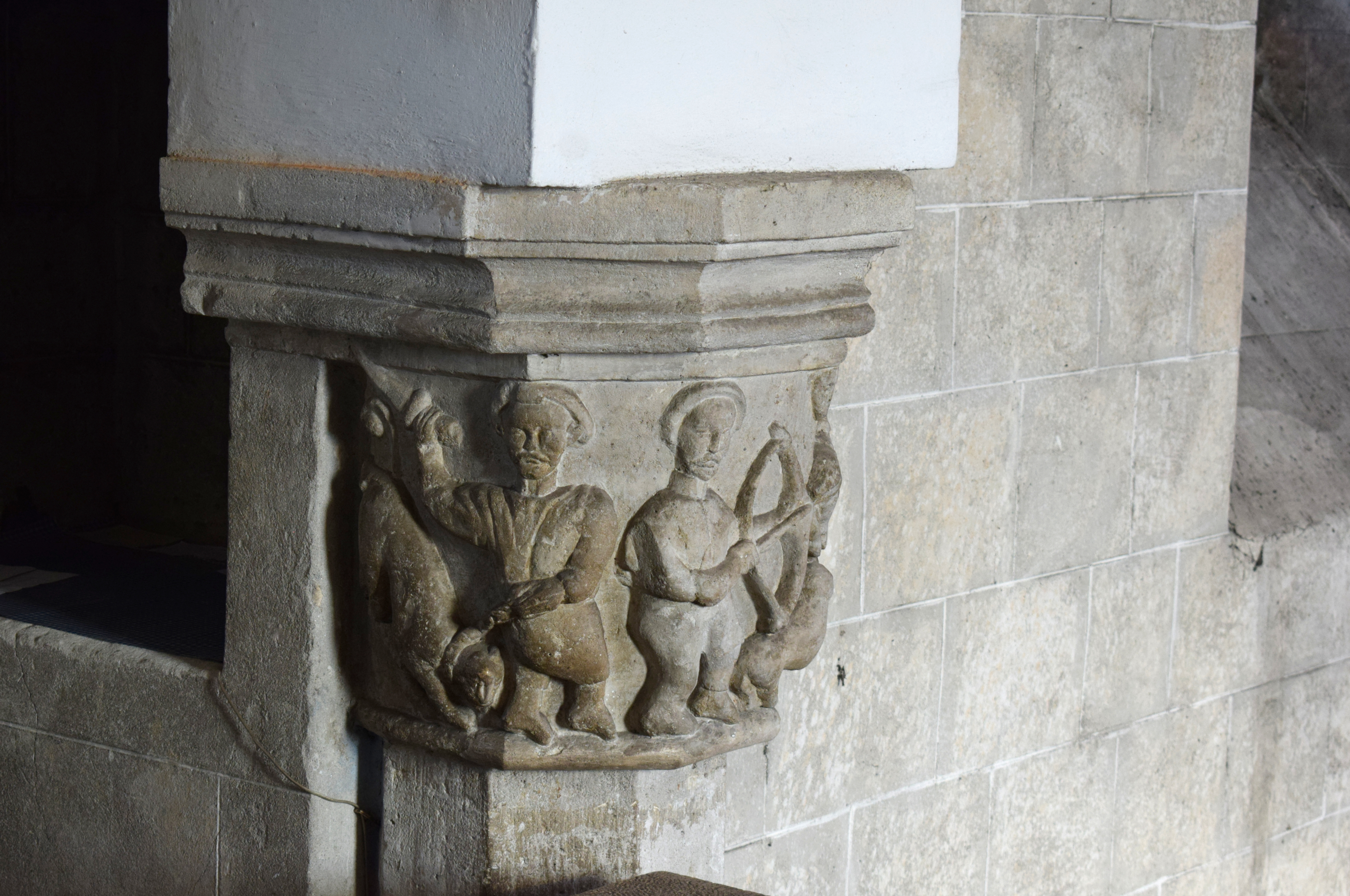
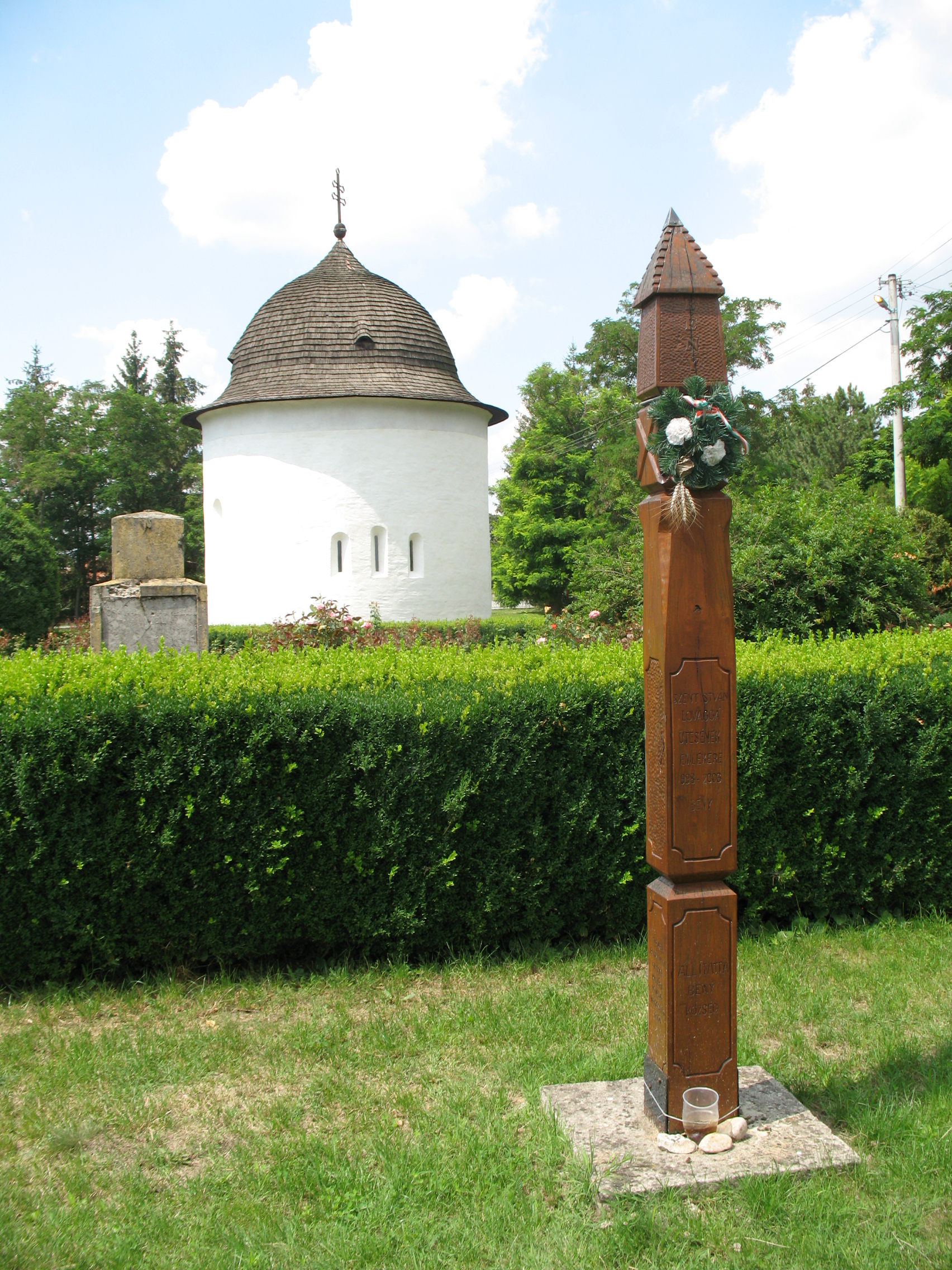
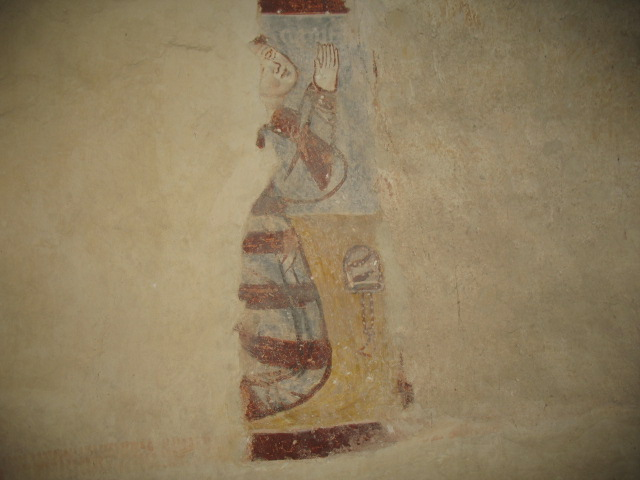
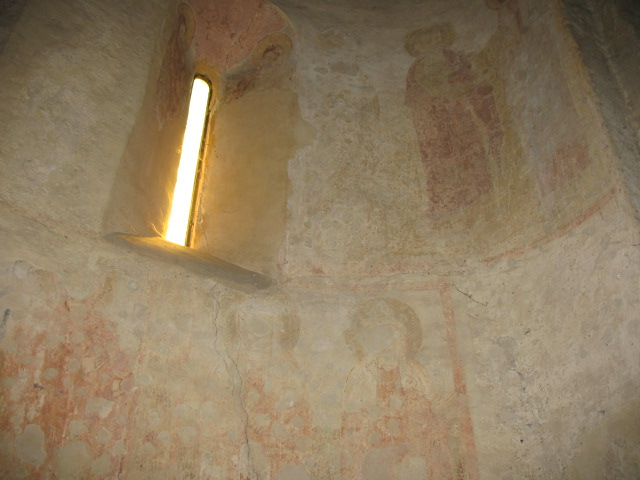

- Bényi kincs – 1964-ben tárták fel az 5. század közepéről származó, 108 arany solidust (pénzérmét) tartalmazó kincsleletet.
- Román stílus eredetű, Szűz Mária tiszteletére szentelt apátsági temploma 1217 körül épült, később gótikus, majd 1722-ben barokk stílusban építették át. Scitovszky hercegprímás 1862-ben régi fényében állíttatta helyre, de 1945-ben újabb károkat szenvedett.
- Említést érdemel a 12. századi, a Tizenkét apostol tiszteletére szentelt körtemplom, amely az apátsági templom előtt áll. Ilyen épületegyüttest találunk még Szepesmindszenten és Jákon, valamint több előfordulása maradt fenn Európában is. Legismertebb a firenzei és a pisai dóm az előtte álló rotundával, amelyet keresztelőkápolnaként említenek, valamint a Berchtesgadenban levő Königsee partján található Szent Bertolomeo Kápolna. Egykor ezek a körtemplomok voltak a helység parókiális templomai.
- Tőle 1 km-re a római-avar eredetű sáncok között található az 1922-ben épített Szűz Mária kegykápolna, amely búcsújáróhely, Mária-kegyképe van. Megnevezése: Bény-Kutacska.
- Pálffy-kastélya a 19. század közepén épült.
- Az 1940-ben kibocsátott kétpengős és az 1946-ban kiadott százezer pengős pénzjegyek előoldalán a helybéli Rudas Valéria portréja szerepel. Az 1940-ben kibocsátott ötpengős előoldalán a helybéli Csonka Julianna arcképe van.

## Neves személyek
- Kisbényben született 1812-ben Roder Alajos nagyváradi kanonok, egyetemi tanár.
- Itt él Kremmer Dezső hímestojás-faragó népművész, a Legszebb hímestojás országos verseny fődíjasa (2013).

## Képgaléria

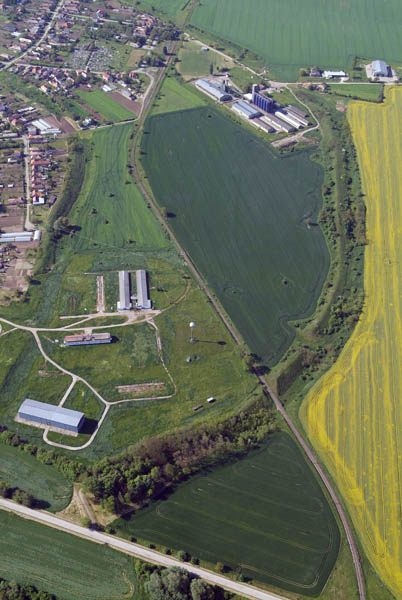
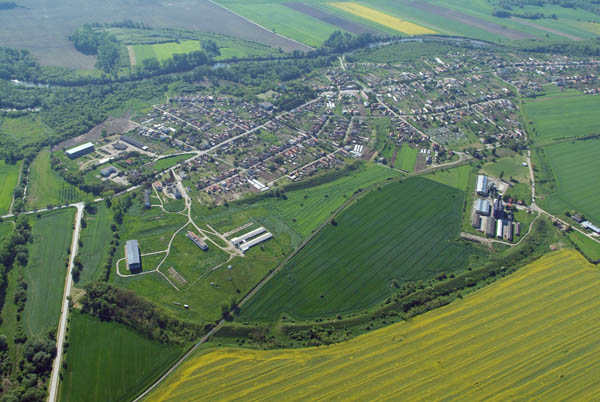
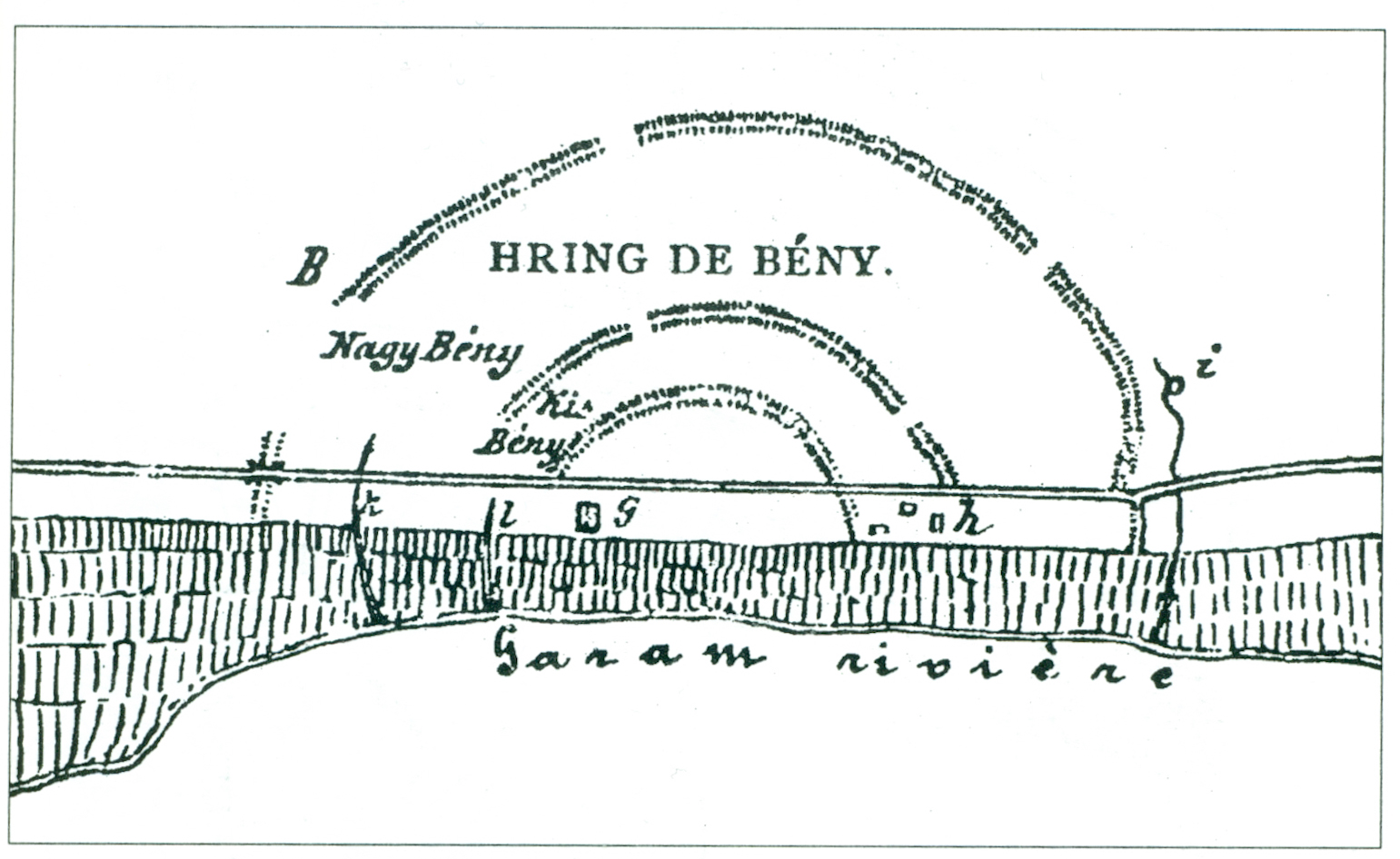
A 11. századi bényi sánc alaprajza
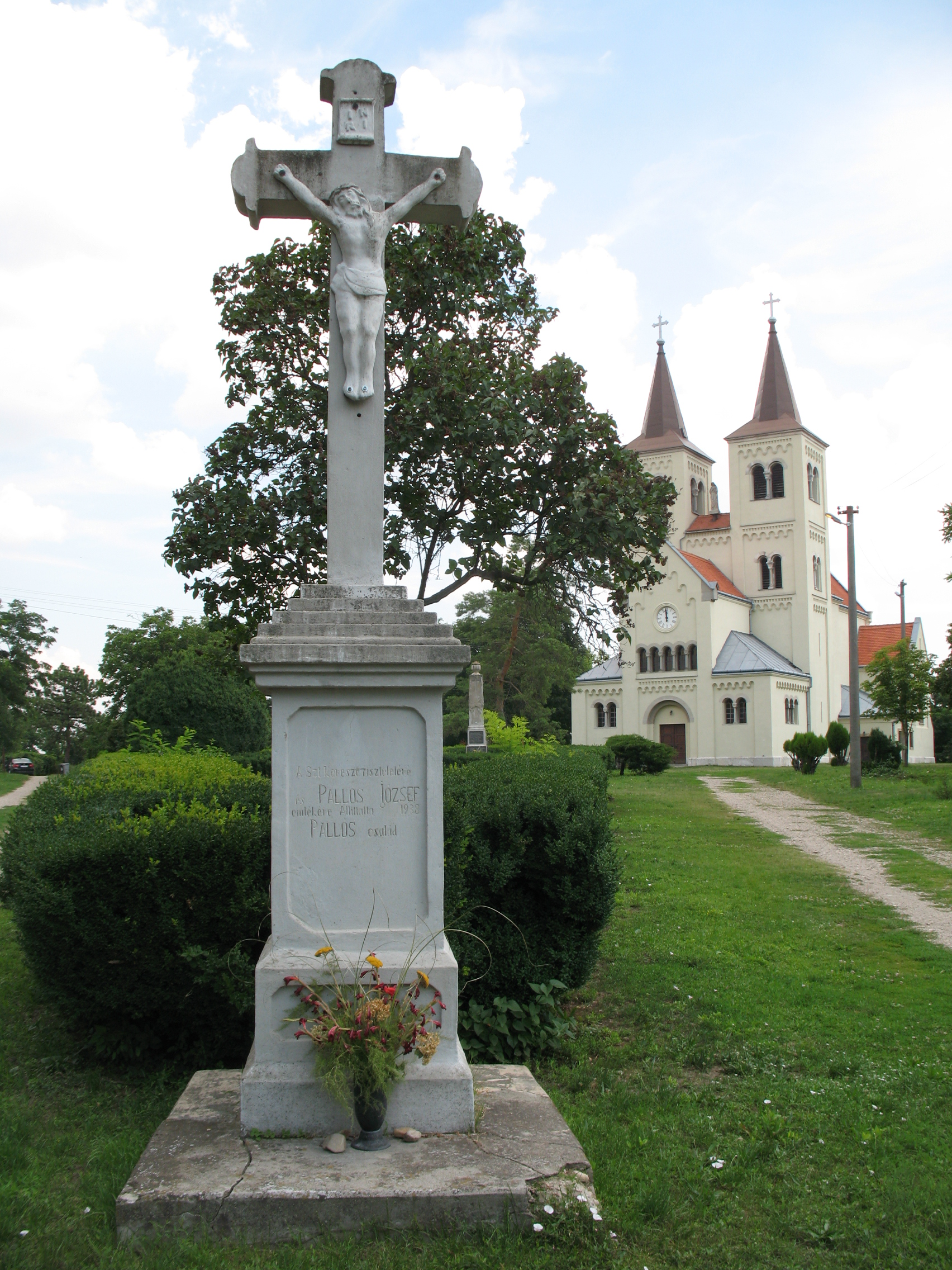
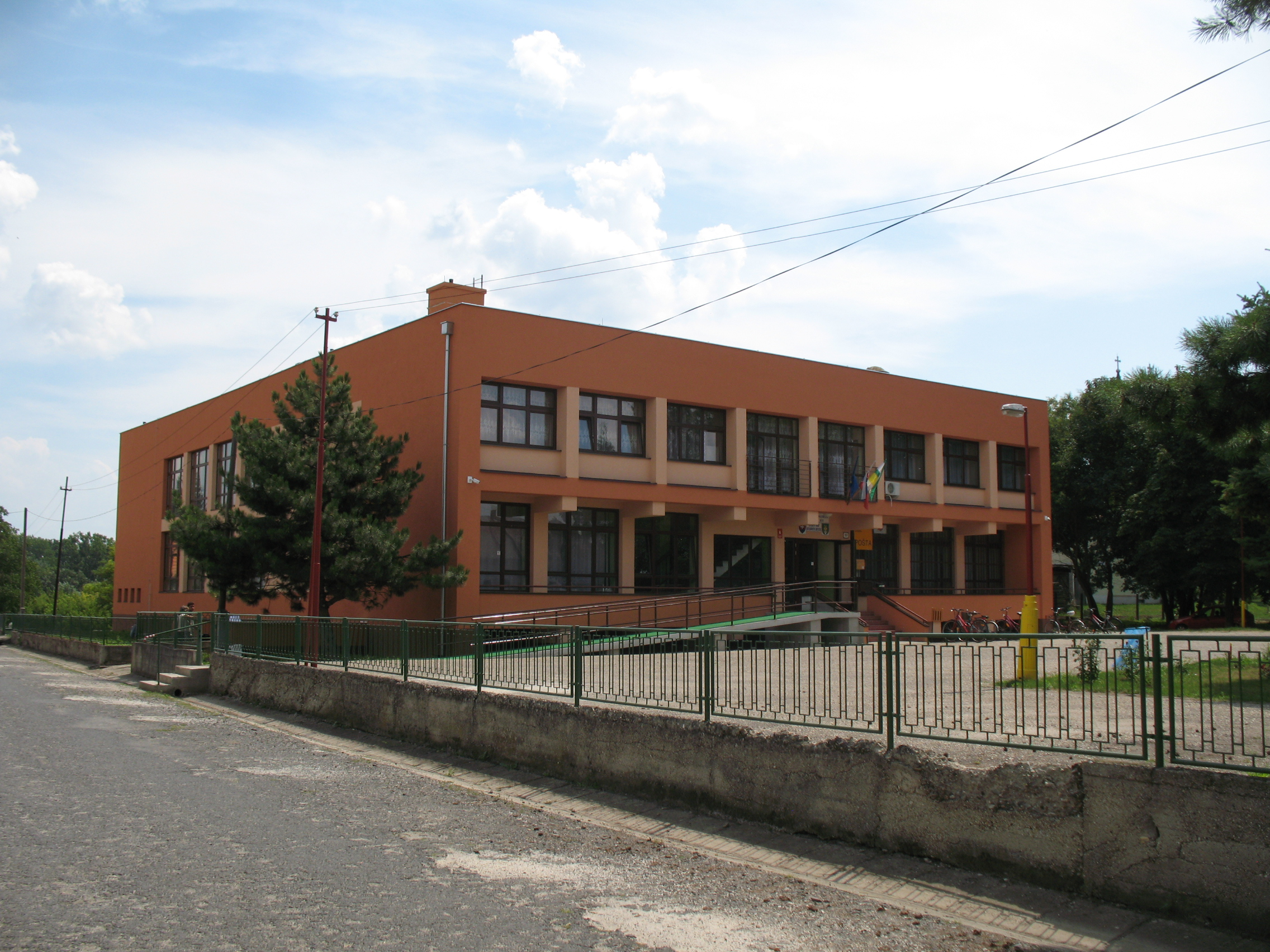
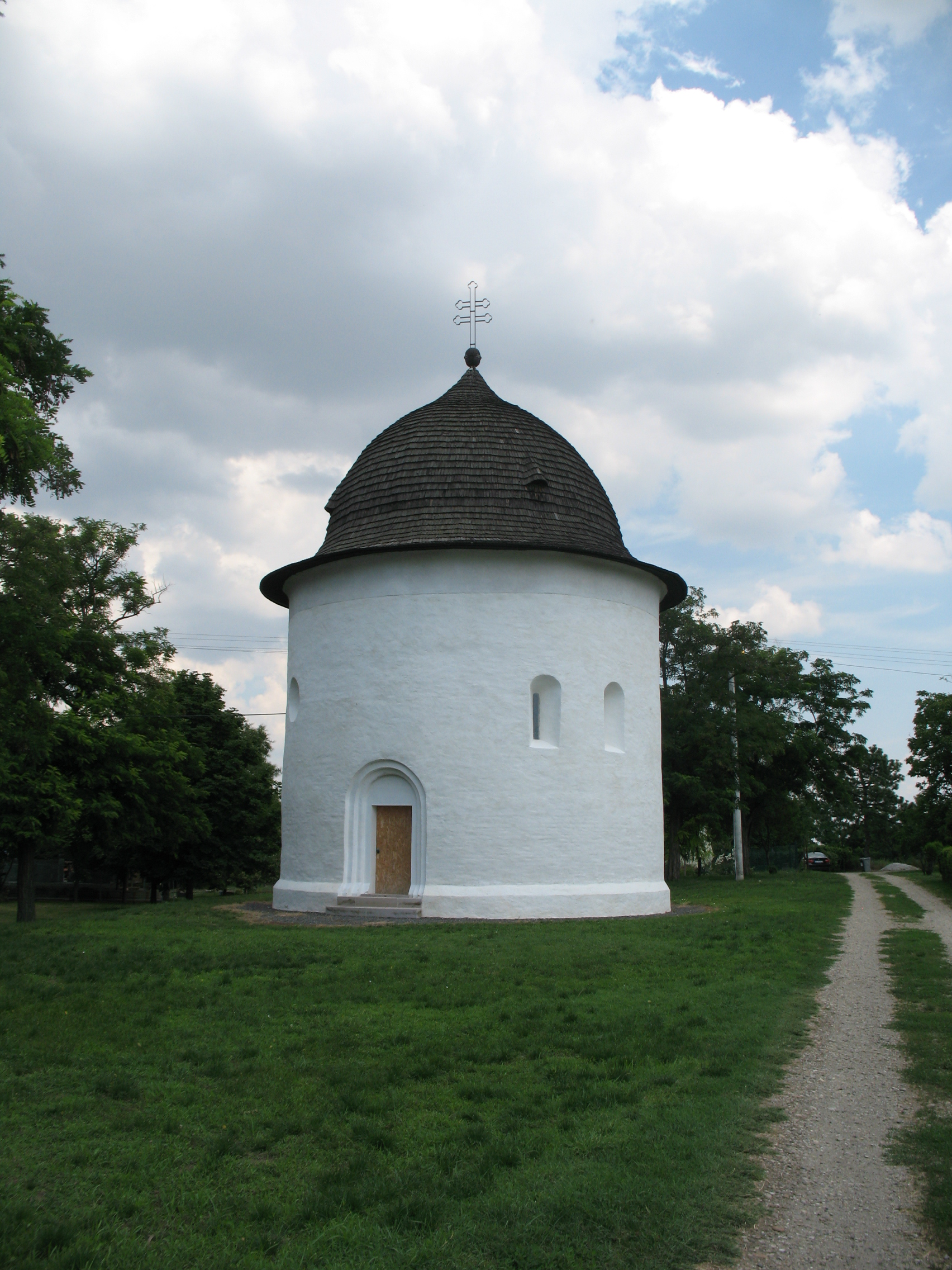
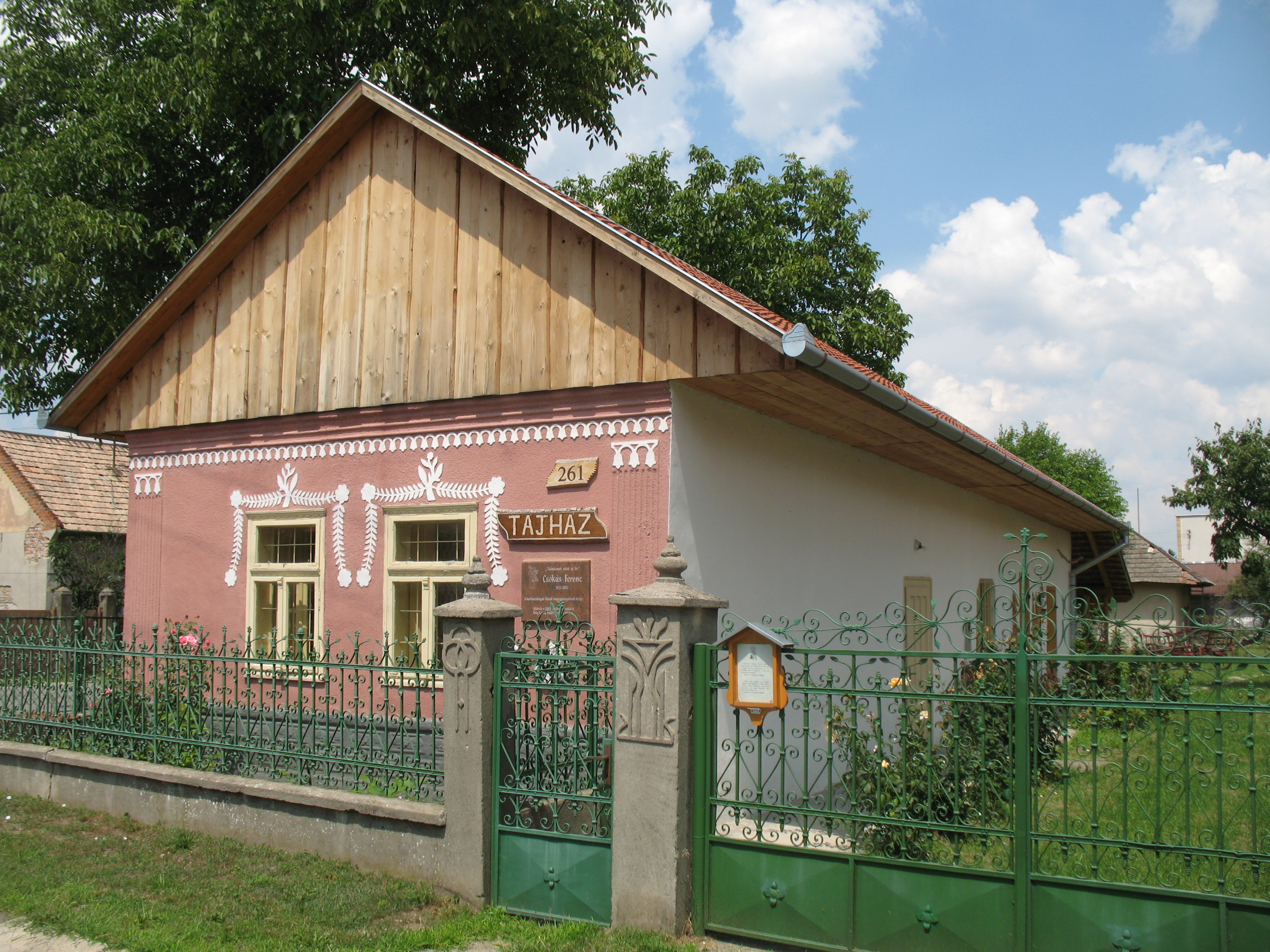
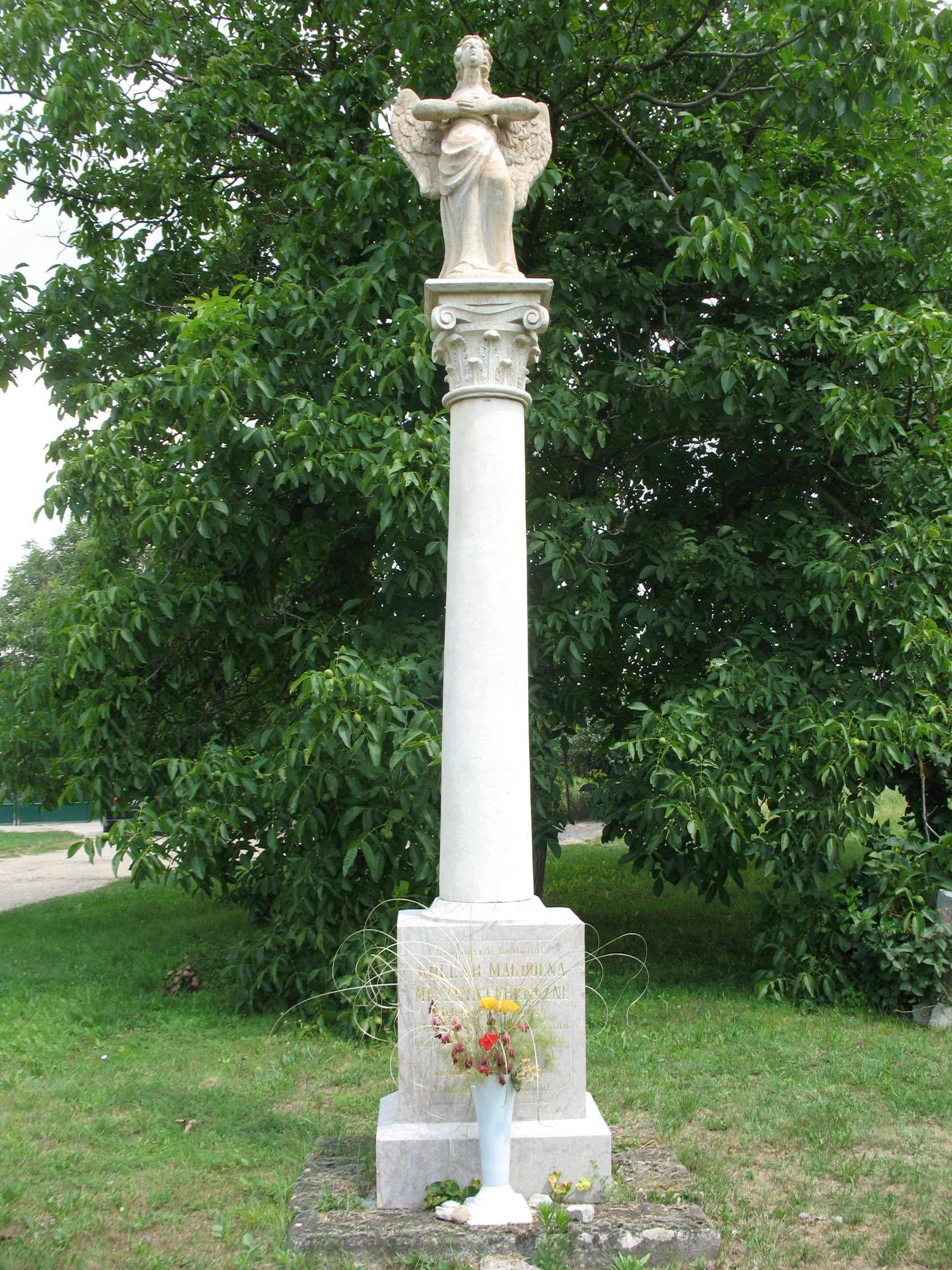